# Pascha (pokrm)
Pascha, rusky пaсха, je ruský nepečený tvarohový dort podávaný zejména o Velikonocích. Připravuje se jak pomocí tepelné úpravy i bez ní a to z měkkého tvarohu, do kterého je vmíchán moučkový cukr, máslo, zakysaná smetana, vyšlehaná šlehačka, ořechy a sušené či kandované ovoce. Výslednou směsí se plní zvláštní forma – pasočnica, která je tradičně dřevěná a bohatě zdobená, v které se pak nechává alespoň půl dne ztuhnout. Název pokrmu pochází z ruského Пасха Pascha „Velikonoce“.
Odlišným pokrmem je ukrajinské pečivo paska (пáска), jehož ruskou obdobou je kulič.